# Stiftland-Gymnasium Tirschenreuth
Das Stiftland-Gymnasium Tirschenreuth (SGT) ist das einzige Gymnasium im Landkreis Tirschenreuth und die größte Schule in der Kreisstadt Tirschenreuth. Seinen Namen hat es von dem Gebiet, in dem es liegt, dem Stiftland. Im Schuljahr 2023/24 besuchten rund 660 Schülern, die von ungefähr 50 Lehrern unterrichtet werden, das Gymnasium.

## Geschichte

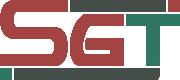
Schullogo

Die Schule wurde 1955 als Städtische Realschule mit 112 Schülern und acht Lehrkräften gegründet. Damals war sie im umgebauten alten Krankenhaus der Stadt, der heutigen Johann Andreas Schmeller Mittelschule, in der Mühlbühlstraße untergebracht. 1959 wurde die Paul Straub-Turnhalle eingeweiht.
Ein Jahr später 1958 wurde die Schule zu einer Oberrealschule erhoben und schließlich um die Jahre 1964 bis 1965 zum Staatlichen Gymnasium Tirschenreuth gemacht. 1965 erfolgte eine Namensänderung in die heutige Bezeichnung Stiftland-Gymnasium Tirschenreuth mit bereits circa 500 Schülern. 1974 zog das Gymnasium in das neu errichtete Gebäude am Stiftlandring um. Zwei Jahre später wurde die Dreifachturnhalle eröffnet und 1980 wurden die Außensportanlagen fertiggestellt.
Im Jahr 2007 wurde der Zweig des wirtschafts- und sozialwissenschaftlichen Gymnasiums mit Schwerpunkt Wirtschaft am Stiftland-Gymnasium Tirschenreuth genehmigt.
Aufgrund des Alters des Schulgebäudes wurde 2007 eine komplette Sanierung des Gebäudes beschlossen. Im Juni 2008 wurde der gesamte Unterricht in ein, aus 356 Containern bestehendes Containerdorf unweit der Schule verlegt. Die Gesamtkosten für das Projekt beliefen sich auf insgesamt 14,5 Millionen Euro. Die Bauarbeiten wurden Anfang Dezember 2009 nach 18 Monaten Bauzeit größtenteils abgeschlossen. Am 26. Februar 2010 erfolgte die offizielle Einweihung des neuen Schulgebäudes.
Im Herbst 2019 wurde mit dem Neubau der Schulturnhalle begonnen.

## Unterricht

### Schulzweige
Am Stiftland-Gymnasium gibt es drei verschiedene Schulzweige. Den naturwissenschaftlich-technologischen Zweig (NTG), den sprachlichen Zweig (SG) und den wirtschafts- und sozialwissenschaftlichen Zweig mit Schwerpunkt Wirtschaft (WSG-W). Jeder Schüler beginnt in der fünften Klasse mit Englisch als erster Fremdsprache. In der sechsten Klasse kommen entweder Latein oder Französisch als zweite Fremdsprache hinzu. Nach der siebten Klasse erfolgt die Wahl des Schulzweigs. Als dritte bzw. im sprachlichen Zweig als vierte Fremdsprache kann ab der 10. Jahrgangsstufe Spanisch gewählt werden.

### Wahlfächer
An der Schule werden viele Wahlfächer und Arbeitsgemeinschaften angeboten.

#### Fremdsprachen
Im Bereich Sprachen können über den Pflichtunterricht hinaus gewählt werden:
- Italienisch
- Tschechisch
- Französisch: Vorbereitungskurs auf die DELF-Prüfung.

#### Musik
Am Stiftland-Gymnasium ist es den Schülerinnen und Schülern möglich, vor Ort Streichinstrumente zu erlernen und an verschiedenen Ensembles teilzunehmen. In der gymnasialen Oberstufe können sowohl das Unterrichtsfach Vokalensemble, wie auch das Fach Orchester gewählt werden.

##### Ensembles
- Chor der Unterstufe
- Chor der Mittel- und Oberstufe
- Orchester
- Kammerorchester
- Big Band

##### Instrumentalunterricht
- Violine
- Viola
- Cello
- Kontrabass

#### Kunst / Medien
- Bibliothekstutoren
- Medientutoren
- Fotografie
- Schülerzeitung
- Theatergruppe

#### Technik / Umwelt / Wissenschaft / Begabtenförderung
- AG „Eine Welt“
- Softwareentwicklung
- „SGT-explorativ“
- Mineralien und Gesteine
- Technik- und Schraubgruppe
- Robotik

#### Sonstige
Zudem gibt es für Schülerinnen und Schüler die Möglichkeit, sich als Streitschlichter ausbilden zu lassen oder in der Gruppe der Schulsanitäter mitzuwirken.
Auch Schach kann von den Schülerinnen und Schülern als Unterrichtsfach gewählt werden. Das Stiftland-Gymnasium nimmt nahezu jährlich am Bezirksturnier im Schulschach teil und führt eine Schach-Schulmeisterschaft durch.

### Sport
Als klassenübergreifender differenzierter Sport bestehen die Angebote Sportklettern, Basketball, Fußball für Mädchen und Konditionstraining.
Am Stiftland-Gymnasium gibt es Schulmannschaften für Basketball, Fußball, Leichtathletik, Sportklettern, Schwimmen und Tennis.
Beim Nofi-Lauf nehmen jährlich ca. 30 Schülerinnen und Schüler, sowie Lehrkräfte teil. Seit 2015 ist das SGT in der Wertung des Nofi-Laufs unter den zehn schnellsten „Firmen“ der Oberpfalz.
Gegen Schuljahresende werden jährlich Klassenturniere in Fußball (Jgst. 5), Völkerball (Jgst. 6), Duathlon (Jgst. 7), Basketball (Jgst. 8) und Volleyball (Jgst. 9 und 10) durchgeführt.

### Einführungsklasse
Seit 2012 gibt es jährlich eine Einführungsklasse am Stiftland-Gymnasium. Damit haben Schüler mit einer entsprechend guten Mittleren Reife die Möglichkeit ihr Abitur am Gymnasium abzulegen.

## Rolle als Modellschule

### Mittelstufe plus
Das Stiftland-Gymnasium gehört zu den 47 Gymnasien die ab dem Schuljahr 2015/2016 das Modell der Mittelstufe plus erproben. Im ersten Schuljahr des Pilotprojekts haben sich am Stiftland-Gymnasium 48 von 97 Schülerinnen und Schülern mit Übergang in die achte Jahrgangsstufe für das neunjährige Gymnasium entschieden.
Im Wirtschaftszweig der Mittelstufe plus absolvieren die Schülerinnen und Schüler der Jahrgangsstufe 9+ ein Betriebspraktikum.
Die Schülerinnen und Schüler, die zum Schuljahr 2017/2018 an das Stiftland-Gymnasium übertreten, befinden sich bereits im neuen neunjährigen Gymnasium (G9).

### Schulversuche
Ab 1971 hatte das Stiftland-Gymnasium am Schulversuch zur Einführung der Kollegstufe teilgenommen.
Von 2013 bis 2016 nahm das Stiftland-Gymnasium am Schulversuch lernreich 2.0 – Üben und Feedback digital teil. Dieser beinhaltet eine verpflichtende Nutzung des bayernweit eingeführten e-Learning-Systems moodle im Dachportal mebis. Die teilnehmenden Lehrkräfte erstellen dabei digitale Unterrichtsmaterialien als Open Educational Resources, die über die Mediathek oder die Lernplattform in mebis allen Schulen Bayerns nach Abschluss des Schulversuches zur Verfügung gestellt werden. Im Rahmen des Schulversuchs werden auch synchrone und asynchrone digitale Prüfungen erprobt.
Seit 2016 beraten Lehrkräfte des Stiftland-Gymnasiums die Schulen im Schulversuch Digitale Schule 2020.

### Referenzschule für Medienbildung
Von 2014 bis 2016 hat sich das Stiftland-Gymnasium als Referenzschule für Medienbildung qualifiziert. Am 17. Oktober 2017 wurde der Schule diese Auszeichnung verliehen.

## Ausstattung

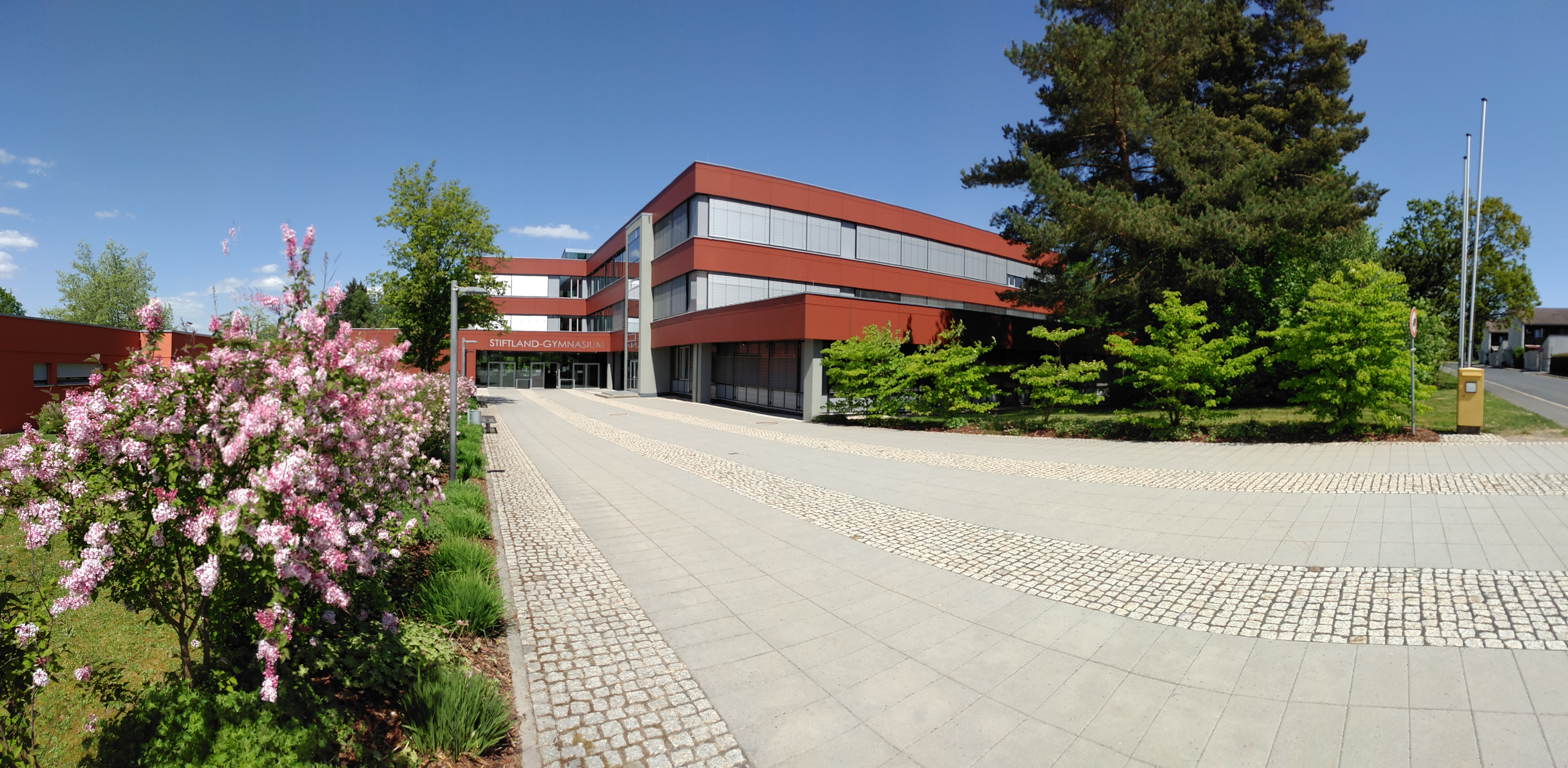
Der Eingangsbereich

Das Gymnasium verfügt über insgesamt 44 Klassenzimmer. Dazu kommen drei Chemiesäle, vier Physiksäle, drei Biologiesäle und drei Informatikräume. Es gibt außerdem jeweils drei Kunstsäle sowie zwei Werkräume und drei Musiksäle. Die 600 Quadratmeter große Mehrzweckhalle der Schule hat 500 Sitzplätze und eine 73 Quadratmeter große Bühne. Die Mensa der Schule bietet Platz für 100 Schüler und einen Kiosk. Die Schule hat ein eigenes Fotolabor und eine sehr umfangreiche Physik-Sammlung, in der sich auch eine Gesteinssammlung befindet.
Des Weiteren stehen den Schülern in der Bibliothek mehrere PCs zur Verfügung, die sie für die Informationsbeschaffung nutzen dürfen. In allen Klassenzimmern befinden sich seit dem Umbau neue Whiteboards und an der Decke sind Beamer befestigt. Seit Oktober 2015 verfügt jedes Klassenzimmer über ein interaktives Whiteboard und eine Dokumentenkamera.
Für den Sportunterricht steht eine dreiteilige Turnhalle zur Verfügung. Im Außenbereich gibt es ein Fußballfeld, eine Laufbahn (400 Meter lang), zwei Weitsprunganlagen, zwei Hochsprunganlagen und eine Kugelstoßanlage. Das Hallenbad Tirschenreuths liegt direkt neben der Schule und wird für den Schwimmunterricht genutzt.

## Partnerschaften und Schüleraustauschprojekte
| Land       | Stadt            | Anmerkungen |
| ---------- | ---------------- | --- |
| Tschechien | Chodov           | Seit 2012 gibt es eine Schulpartnerschaft mit dem Gymnázium in Chodov, einer Partnerstadt von Waldsassen.                  |
| Polen      | Gliwice          | Mit der Zespół Szkół Ogólnokształcących Nr 12 w Gliwicach (deutsch: Schule Nr. 12) besteht ein Schüleraustausch seit 2005. |
| Ungarn     | Törökszentmiklós | Seit dem Schuljahr 2009/2010 besteht ein Schüleraustausch mit dem Bercsényi Miklós Katolikus Gimnázium in Ungarn.          |
| Frankreich | Metz             | Seit 2013 besteht zum Collège Arsenal in Metz eine Schulpartnerschaft mit Schüleraustausch.                                |

## Bekannte Ehemalige

### Lehrer
- Winfried Tonner, Kunstlehrer von 1964 bis 1968
- Herbert Zeitler, Schulleiter von 1969 bis 1978

### Schüler
- Edwin Schicker (* 1954), Professor für Informatik an der OTH Regensburg
- Wolfgang Lippert (* 1955), deutscher Kommunalpolitiker
- Wolfgang Gründinger (* 1984), deutscher Politikberater, Journalist und Publizist
- Gerald Selch (* 1969), deutscher Journalist

## Auszeichnungen
- 2012: Sonderpreis „Naturwissenschaft und Forschung“ im beim 16. Focus-Schülerwettbewerb für das Software-Projekt „BioDiv“[10]
- 2012: Jugend-Kulturförderpreis des Bezirks Oberpfalz für den Schulchor in der Kategorie Soziokultur, Künstlerisch-ästhetisches Handeln[11]
- 2014: Erster Preis für „Strategien guter Suchtprävention in der Schule“ der Sieglinde-Nothacker-Stiftung[12]
- 2016: Verleihung des Status „Referenzschule für Medienbildung“
- 2018: Hauptpreis beim Schulwettbewerb „Wir feiern Bayern“[13]
- Jährliche Auszeichnung als Umweltschule in Europa
- 2019: Bayerischer Dialektpreis 2019[14] für das Projekt „Dirscharad- dou samma daham“.